# Богданов Петро Богданович
Петро Богданович Богданов (нар. 1882 — ?) — радянський діяч, робітник Балтійського суднобудівного заводу Ленінграда, член ВЦВК. Член Центральної контрольної комісії ВКП(б) у 1927—1934 роках.

## Біографія
Член РСДРП(б) з травня 1917 року.
У 1920-х — на початку 1930-х років — робітник-мідник Балтійського суднобудівного заводу міста Ленінграда.
На 1930—1934 роки — директор лісозаводу «Піонер» в Ленінграді.
Подальша доля невідома.